# 알렉세이 파지트노프
알렉세이 레오니도비치 파지트노프(영어: Alexey Leonidovich Pajitnov, 러시아어: Алексей Леонидович Пажитнов)는 소련이 설립한 연구개발 센터, 소비에트 과학 아카데미의 컴퓨팅 센터를 위하여 일하는 동안 인기 게임 테트리스를 개발했던 소련의 프로그래머이자, 현재 미국에 거주하는 컴퓨터 기술자이다.

## 일대기
알렉세이 파지트노프는 1985년 드미트리 파블로프스키와 바딤 게라시모프의 도움으로 테트리스를 창조했다. 테트리스는 1986년 서구사회에 나타났다. 파지트노프는 또한 같은 이론이지만 위에서부터 보드를 보는 3차원 모델링 환경을 가진, 덜 알려진 테트리스 속편, 웰트리스 (welltris)를 만들었다.소비에트 관료제는 테트리스를 라이센스화 시키고 관리했으며 "From Russia with Love" (NES: "From Russia With Fun!")라는 슬로건을 가지고 테트리스를 광고했다. 그는 소비에트 정부에 고용된 상태이기 때문에, 파지트노프는 인세를 받을 수 없었다. 브라드미르 포크힐코와 함께, 파지트노프는 1991년 미국에 이주했으며 헨크 로저스와 함께 테트리스 회사 (The Tetris Company)를 설립했다. 그는 현재 그의 딸과 부인과 함께 조그만 집이 있는 코스타리카에서 산다.
그는 요시의 쿠키 슈퍼 패미컴 버전에 있는 퍼즐 설계에 도움을 줬고 더 전통적인 직소형식의 퍼즐을 편입한,게임 판도라의 상자를 디자인했다.
그는 1996년 10월 마이크로소프트에서 일을 시작했다. 파지트노프는 the Microsoft Entertainment Pack: The Puzzle Collection, MSN Mind Aerobics, MSN Games groups를 위하여 일을 하였다. 파지트노프의 새로운 헥시크 (Hexic)의 강화된 버전, Hexic HD는 모든 새로운 엑스박스 360 프리미엄 패키지에 포함된 상태이다. 그는 2005년 마이크로소프트를 떠났다.
2005년 8월 18일 와일드스네이크 소프트웨어 (WildSnake Software)는 파지트노프가 퍼즐 게임의 새로운 선을 출시하기 위하여 그들과 함께 공동으로 일하게 될 것이라고 발표했다.

## 작업
| 게임 이름                                           | 출시일 | 시스템 이름                                                 | 파지트노프의 역할                                          |
| --------------------------------------------------- | ------ | ----------------------------------------------------------- | ---------------------------------------------------------- |
| 테트리스                                            | 1985   | Electronica 60, IBM-PC                                      | Original Concept (with Vadim Gerasimov & Dmitry Pavlovsky) |
| Welltris                                            | 1989   | Amiga, Atari ST, Commodore 64, DOS, Macintosh & ZX Spectrum | Designer (with Andrei Sgenov)                              |
| Faces                                               | 1990   | DOS, Macintosh                                              | Original Concept (with Vladimir Pokhilko)                  |
| Hatris                                              | 1990   | TurboGrafx-16, Arcade, Game Boy & NES                       | Original Concept                                           |
| Knight Move                                         | 1990   | 디스크 시스템 (일본)                                        | Idealist                                                   |
| El-Fish                                             | 1993   | DOS                                                         | Original Concept (with Vladimir Pokhilko)                  |
| Wild Snake                                          | 1994   | Game Boy & Super NES                                        | Designer                                                   |
| Knight Moves                                        | 1995   | 마이크로소프트 윈도우                                       | Idealist                                                   |
| Ice & Fire                                          | 1995   | Windows, Macintosh & PlayStation                            | Original Concept (with Vladimir Pokhilko)                  |
| Clockwerx                                           | 1995   | 마이크로소프트 윈도우                                       | Original Concept                                           |
| Tetrisphere                                         | 1997   | 닌텐도 64                                                   | Contributor                                                |
| Microsoft Entertainment Pack: The Puzzle Collection | 1997   | Windows & 게임보이 컬러                                     | Designer                                                   |
| Pandora's Box                                       | 1999   | Windows                                                     | Designer                                                   |
| Hexic HD                                            | 2005   | 엑스박스 360 (Pre-loaded on every Xbox 360 hard drive)      | Original Concept and design                                |
| Dwice                                               | 2006   | Windows                                                     | Designer                                                   |
| Hexic 2                                             | 2007   | 엑스박스 360 (Sold through Xbox Live Arcade)                | Designer                                                   |

## 참고
1. ↑  “Screenshots from Welltris, retrieved 31-10-2007”. 2006년 4월 22일에 원본 문서에서 보존된 문서. 2009년 11월 20일에 확인함.
2. ↑  “WildSnake newsletter august 18 2005, retrieved 31-10-2007”. 2009년 11월 12일에 원본 문서에서 보존된 문서. 2009년 1월 23일에 확인함.